# Gonzalo Fuentes
Gonzalo Fuentes Isasi (20 de diciembre de 1992) es un deportista español que compite en duatlón. Ganó una medalla de bronce en el Campeonato Europeo de Duatlón de Media Distancia de 2019.

## Palmarés internacional
| Campeonato Europeo | Campeonato Europeo  | Campeonato Europeo | Campeonato Europeo |
| Año                | Lugar               | Medalla            | Prueba             |
| ------------------ | ------------------- | ------------------ | ------------------ |
| 2019               | Viborg ( Dinamarca) | Medalla de bronce  | Individual         |